# Valley Village

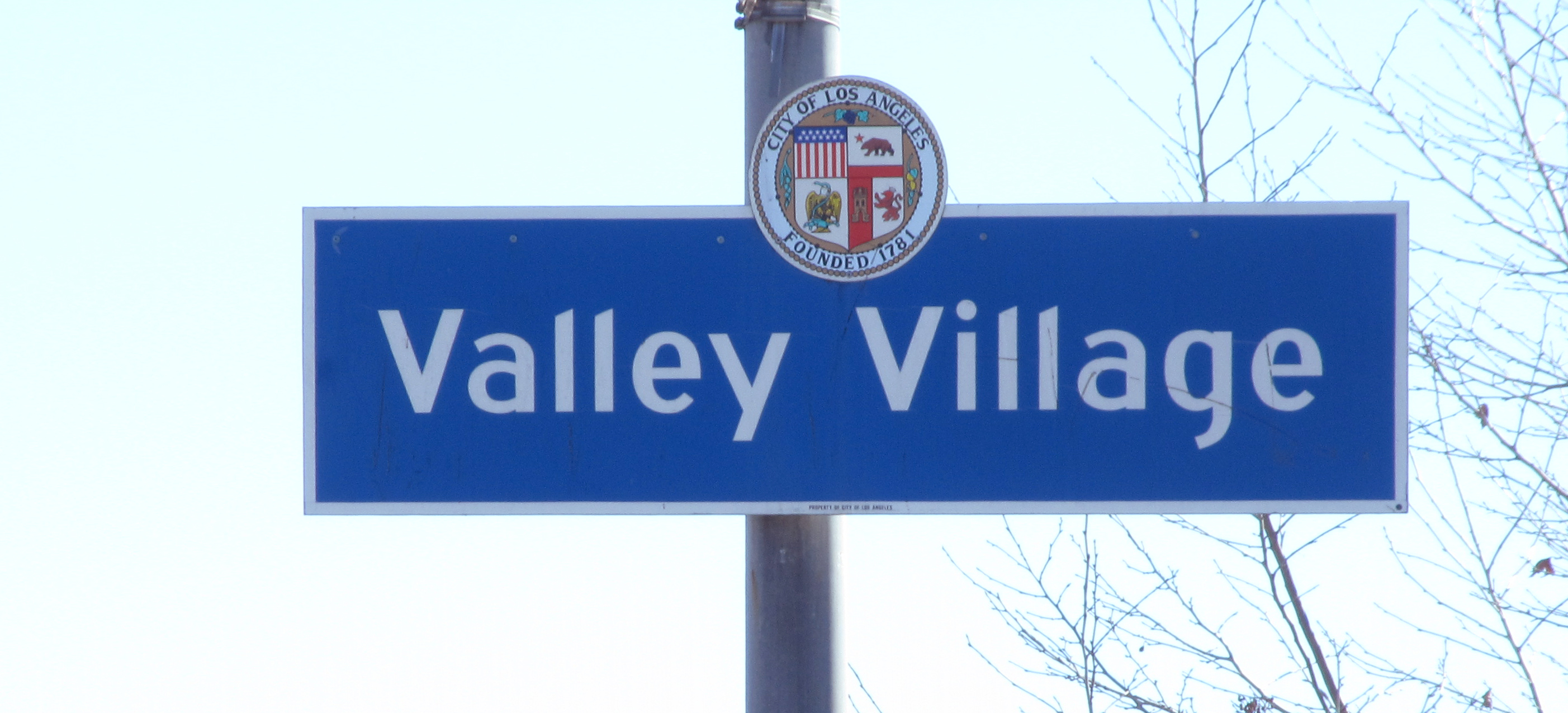
Valley Village

Valley Village ist ein Stadtteil der US-amerikanischen Großstadt Los Angeles  und liegt im San Fernando Valley. Es ist ein von Einfamilienhäusern und kleinen Geschäften geprägtes Gebiet.

## Lage
Valley Village grenzt im Norden und im Osten an North Hollywood, im Süden an Studio City, im Westen an Sherman Oaks und Valley Glen. Begrenzt wird es im Norden durch den Burbank Boulevard, im Westen durch die Coldwater Avenue, im Süden durch den Ventura Freeway und im Osten durch den Tujunga Wash, einem Nebenfluss des Los Angeles River.

## Bevölkerung
Laut der Volkszählung von 2000 lebten damals 24.190 Personen in Valley Village. Nach Schätzungen der Stadt Los Angeles lebten 2008 25.665 Personen in dem Gebiet.
66,7 % der Einwohner sind Weiße, ein für Los Angeles County und für die Stadt Los Angeles überdurchschnittlich großer Anteil. Die häufigsten Abstammungen sind Russen (7,2 %) und Deutsche (7,1 %). 28,9 % der Einwohner wurden nicht in den USA geboren.  Das Durchschnittseinkommen pro Haushalt beträgt in Valley Village $ 55.470.

## Geschichte
In den 1930ern begannen Angestellte von Filmstudios, sich Häuser im heutigen Valley Village zu bauen. Die US-Post erkannte die Anschrift "Valley Village" an. Jedoch war es bis 1991 Teil von North Hollywood.
Im Juni 2015 wurde ein Haus in der Hermitage Avenue abgerissen, das in den 1940ern von Marilyn Monroe bewohnt worden war.

## Valley Village in der Popkultur
Die Serie "The Sarah Silverman Program." ist in Valley Village angesiedelt.

## Söhne und Töchter von Valley Village
- Felecia M. Bell (* 1960), Schauspielerin
- Austin Wilmot (* 1998), Volleyballspieler